# Le Procès (film, 2018)
Pour les articles homonymes, voir Procès (homonymie).
Pour plus de détails, voir Fiche technique et Distribution.
Le Procès est un film néerlandais réalisé par Sergei Loznitsa et sorti en 2018.

## Synopsis
Des scientifiques et économistes sont jugés à Moscou, en 1930 lors d'un procès stalinien pour avoir, selon la manipulation mise en place par l'accusation, tenté de saboter l'économie soviétique avec l'imaginaire « Parti industriel ».

## Fiche technique
- Titre français : Le Procès
- Titre original : Protsess
- Réalisation : Sergei Loznitsa
- Scénario : Sergei Loznitsa
- Production : Atoms & Void
- Pays de production : Pays-Bas
- Genre : documentaire
- Dates de sortie :
  - septembre 2018 (Festival de Toronto)
  - Pays-Bas : 28 novembre 2019[1]

## Sélections
- Festival international du film de Toronto 2018[2]
- Biennale de Venise 2018[3]
- Cinéma du réel 2019[4]